# K2 zoekt K3
K2 zoekt K3 is een  Vlaams-Nederlands muziekprogramma op VTM en SBS6 waarin samen met twee overgebleven leden van de meidengroep K3 werd gezocht naar een nieuw derde lid.
Julia Boschman is in de finale gekozen als derde lid door Hanne Verbruggen en Marthe de Pillecyn in 2021. 
Josje Huisman was de winnares in 2009 en werd K3 samen met Kristel Verbeke en Karen Damen.

## Opzet
De opzet was beide keren de vorm van talentenjacht, maar de invulling daarvan was in beide reeksen verschillend.
In de eerste K2 zoekt K3 in 2009 werd er gezocht naar een vrouw uit Vlaanderen of Nederland die scheidend K3-lid Kathleen Aerts zou gaan opvolgen. Het concept was te vergelijken met Idols/Idool of X Factor. De eerste auditierondes bestonden uit enkele opeenvolgende optredens voor de jury. Deze auditierondes werden gehouden in Rotterdam en Antwerpen. De overgebleven kandidaten deden vervolgens een zogeheten “K3-opleiding”, gevolgd door een finale met publiek. De finale werd uiteindelijk gewonnen door de Nederlandse Josje Huisman, die zich de daaropvolgende jaren bij K3 zou voegen. 
In 2021 werd er gezocht naar iemand die scheidend K3-lid Klaasje Meijer zou gaan vervangen. Dit hoefde niet langer per se een vrouw te zijn. Het concept was te vergelijken met The Voice. De voorselectie werd niet uitgezonden, en de overgebleven kandidaten deden hun eerste tv-auditie in het bijzijn van een publieksjury. Hierna volgde een bootcamp-aflevering die alleen in Vlaanderen uitgezonden werd. In Nederland kon deze alleen via internet worden bekeken. Het programma werd afgesloten met een aantal van tevoren opgenomen studioshows en een live finale.
| Serie | Eerste aflevering                   | Laatste aflevering | Winnaar        | Tweede plaats | Derde plaats         | Vierde plaats        | Aantal deelnemers | Prijs                                                |
| ----- | ----------------------------------- | ------------------ | -------------- | ------------- | -------------------- | -------------------- | ----------------- | ---------------------------------------------------- |
| 1     | 22 augustus 2009 23 augustus 2009   | 3 oktober 2009     | Josje Huisman  | Noa Neal      | Madelon van der Poel |                      | 7                 | Contract bij Studio 100 als het nieuwe derde K3-lid. |
| 2     | 11 september 2021 24 september 2021 | 27 november 2021   | Julia Boschman | Amy Courtens  | Celester de Nijs     | Diede van den Heuvel | 12                | Contract bij Studio 100 als het nieuwe derde K3-lid. |

## Presentatie en jury
|                    | 2009        | 2021        | 2021        |
| ------------------ | ----------- | ----------- | ----------- |
| Gerard Joling      | Presentatie |             |             |
| Koen Wauters       | Presentatie |             |             |
| Tooske Ragas       |             | Presentatie | Presentatie |
| Kürt Rogiers       |             | Presentatie | Presentatie |
| Miguel Wiels       | Vakjury     |             |             |
| Axana Ceulemans    | Vakjury     |             |             |
| Marc Forno         | Vakjury     |             |             |
| Patty Brard        | Vakjury     |             |             |
| Ingeborg Sergeant  |             | Kijkjury    | Vakjury     |
| Gordon             |             | Kijkjury    | Vakjury     |
| Samantha Steenwijk |             | Luisterjury | Vakjury     |
| Natalia            |             | Luisterjury | Vakjury     |
| Gert Verhulst      | Vaste Gast  | Vakjury     | Vakjury     |
| Karen Damen        | Vaste Gast  |             |             |
| Kristel Verbeke    | Vaste Gast  |             |             |
| Hanne Verbruggen   |             | Vaste Gast  | Vaste Gast  |
| Marthe De Pillecyn |             | Vaste Gast  | Vaste Gast  |